# Unione Sportiva Anconitana 1982-1983
Questa pagina raccoglie le informazioni riguardanti l'Unione Sportiva Anconitana nelle competizioni ufficiali della stagione 1982-1983.

## Rosa
| N. |                   | Ruolo | Calciatore            |
| -- | ----------------- | ----- | --------------------- |
|    | Italia (bandiera) | D     | Alfiero Agostinelli   |
|    | Italia (bandiera) | C     | Ivo Ballardini        |
|    | Italia (bandiera) | C     | Marco Bellagamba      |
|    | Italia (bandiera) | D     | Alfredo Bencardino    |
|    | Italia (bandiera) | D     | Daniele Briganti      |
|    | Italia (bandiera) | A     | Carlo Cappotti        |
|    | Italia (bandiera) | C     | Giuseppe Cecchini     |
|    | Italia (bandiera) | C     | Mirco Consoli         |
|    | Italia (bandiera) |       | D'Amico               |
|    | Italia (bandiera) | C     | Giovanni Maria Frinzi |

| N. |                   | Ruolo | Calciatore        |
| -- | ----------------- | ----- | ----------------- |
|    | Italia (bandiera) | C     | Paolo Guerrini    |
|    | Italia (bandiera) | D     | Paolo Menabue     |
|    | Italia (bandiera) | D     | Lorenzo Piccinini |
|    | Italia (bandiera) | C     | Guido Quadrelli   |
|    | Italia (bandiera) | A     | Marco Romiti      |
|    | Italia (bandiera) | C     | Fabrizio Sarzana  |
|    | Italia (bandiera) | P     | Sergio Spuri      |
|    | Italia (bandiera) | A     | Corrado Tamalio   |
|    | Italia (bandiera) | A     | Maurizio Zandegù  |

## Risultati

### Campionato

#### Girone di andata
| 19 settembre 1982 1ª giornata | Campania | 3 – 1 | Anconitana |  |

| 26 settembre 1982 2ª giornata | Anconitana | 1 – 2 | Empoli |  |

| 3 ottobre 1982 3ª giornata | Barletta | 0 – 0 | Anconitana |  |

| 10 ottobre 1982 4ª giornata | Casertana | 1 – 1 | Anconitana |  |

| 17 ottobre 1982 5ª giornata | Anconitana | 1 – 2 | Rende |  |

| 24 ottobre 1982 6ª giornata | Livorno | 1 – 0 | Anconitana |  |

| 31 ottobre 1982 7ª giornata | Anconitana | 1 – 1 | Taranto |  |

| 7 novembre 1982 8ª giornata | Benevento | 1 – 1 | Anconitana |  |

| 14 novembre 1982 9ª giornata | Anconitana | 0 – 0 | Salernitana |  |

| 21 novembre 1982 10ª giornata | Ternana | 0 – 0 | Anconitana |  |

| 28 novembre 1982 11ª giornata | Anconitana | 1 – 0 | Nocerina |  |

| 5 dicembre 1982 12ª giornata | Anconitana | 1 – 1 | Paganese |  |

| 12 dicembre 1982 13ª giornata | Cosenza | 0 – 1 | Anconitana |  |

| 14 dicembre 1982 14ª giornata | Anconitana | 1 – 0 | Virtus Casarano |  |

| 9 gennaio 1983 15ª giornata | Reggina | 1 – 0 | Anconitana |  |

| 16 gennaio 1983 16ª giornata | Anconitana | 0 – 0 | Pescara |  |

| 23 gennaio 1983 17ª giornata | Siena | 2 – 2 | Anconitana |  |

#### Girone di ritorno
| 30 gennaio 1983 18ª giornata | Anconitana | 1 – 0 | Campania |  |

| 6 febbraio 1983 19ª giornata | Empoli | 1 – 0 | Anconitana |  |

| 13 febbraio 1983 20ª giornata | Anconitana | 0 – 0 | Barletta |  |

| 20 febbraio 1983 21ª giornata | Anconitana | 1 – 1 | Casertana |  |

| 27 febbraio 1983 22ª giornata | Rende | 3 – 1 | Anconitana |  |

| 6 marzo 1983 23ª giornata | Anconitana | 1 – 0 | Livorno |  |

| 13 marzo 1983 24ª giornata | Taranto | 2 – 0 | Anconitana |  |

| 20 marzo 1983 25ª giornata | Anconitana | 0 – 0 | Benevento |  |

| 2 aprile 1983 26ª giornata | Salernitana | 1 – 1 | Anconitana |  |

| 10 aprile 1983 27ª giornata | Anconitana | 0 – 0 | Ternana |  |

| 17 aprile 1983 28ª giornata | Nocerina | 1 – 1 | Anconitana |  |

| 1º maggio 1983 29ª giornata | Paganese | 1 – 1 | Anconitana |  |

| 8 maggio 1983 30ª giornata | Anconitana | 1 – 1 | Cosenza |  |

| 15 maggio 1983 31ª giornata | Virtus Casarano | 3 – 1 | Anconitana |  |

| 22 maggio 1983 32ª giornata | Anconitana | 2 – 1 | Reggina |  |

| 29 maggio 1983 33ª giornata | Pescara | 1 – 0 | Anconitana |  |

| 5 giugno 1983 34ª giornata | Anconitana | 1 – 0 | Siena |  |